# The Final (album de Wham!)
Albums de Wham!
Make It Big 
(1984) Music from the Edge of Heaven
(1986)
The Final est le troisième album studio de Wham!, sorti en 1986 au Royaume-Uni. Cet album contient des titres inédits (The Edge of Heaven, Where Did Your heart Go ?) et des anciens singles du groupe. The Final n'est pas sorti en Amérique du Nord. À la place, Wham! a sorti son troisième album sous le titre Music from the Edge of Heaven, et il ne contient que les titres inédits de The Final. La version double LP de The Final inclut Blue (Armed With Love), qui n'apparaît plus sur la version CD.
The Final est considéré a posteriori comme une compilation des tubes de Wham!.

## Double LP
Toutes les chansons sont écrites par George Michael, sauf mention contraire.

### Titres
| 1. | Wham Rap! (Enjoy What You Do) (12" Version) | George Michael, Andrew Ridgeley | 6:43 |
| 2. | Young Guns (Go For It) (12" Version)        |                                 | 5:09 |
| 3. | Bad Boys (12" Version)                      |                                 | 4:52 |
| 4. | Club Tropicana                              | George Michael, Andrew Ridgeley | 4:25 |

| 5. | Wake Me Up Before You Go-Go    |  | 3:51 |
| 6. | Careless Whisper (12" Version) |  | 6:30 |
| 7. | Freedom                        |  | 5:20 |
| 8. | Last Christmas (Pudding Mix)   |  | 6:47 |

| 9.  | Everything She Wants (Remix)        |  | 6:30 |
| 10. | I'm Your Man (Extended Stimulation) |  | 6:50 |
| 11. | Blue (Armed With Love)              |  | 3:50 |

| 12. | A Different Corner        |                    | 3:59 |
| 13. | Battlestations            |                    | 5:27 |
| 14. | Where Did Your heart Go ? | David Was, Don Was | 5:45 |
| 15. | The Edge of Heaven        |                    | 4:37 |

## CD

### Titres
| No  | Titre                                       | Auteur                          | Durée |
| --- | ------------------------------------------- | ------------------------------- | ----- |
| 1.  | Wham Rap! (Enjoy What You Do) (12" Version) | George Michael, Andrew Ridgeley | 6:43  |
| 2.  | Young Guns (Go For It) (12" Version)        |                                 | 5:09  |
| 3.  | Bad Boys                                    |                                 | 3:20  |
| 4.  | Club Tropicana                              | George Michael, Andrew Ridgeley | 4:25  |
| 5.  | Wake Me Up Before You Go-Go                 |                                 | 3:51  |
| 6.  | Careless Whisper                            |                                 | 5:02  |
| 7.  | Freedom                                     |                                 | 5:20  |
| 8.  | Last Christmas (Pudding Mix)                |                                 | 6:47  |
| 9.  | Everything She Wants (Remix)                |                                 | 6:30  |
| 10. | I'm Your Man                                |                                 | 4:04  |
| 11. | A Different Corner                          |                                 | 3:59  |
| 12. | Battlestations                              |                                 | 5:27  |
| 13. | Where Did Your heart Go ?                   | David Was, Don Was              | 5:45  |
| 14. | The Edge of Heaven                          |                                 | 4:37  |

## VHS: CBS Fox Video / 3846
1. Freedom (non inclus dans les éditions américaines)
2. I'm Your Man (non inclus dans les éditions américaines)
3. The Edge of Heaven
4. A Different Corner
5. Where Did Your Heart Go?